# 約翰·康納
約翰·康納（英語：John Connor）是一名在魔鬼終結者系列電影中登場的一名虛構人物。生於1985年2月28日，該角色的創造者為導演詹姆斯·卡麥隆。
約翰·康納是人類反抗軍的領袖，是推翻了天網率領的機器人大軍統治的英雄，其存在與否深深影響了魔鬼終結者系列電影世界觀中的歷史。

## 人物

### 魔鬼終結者
在魔鬼終結者電影的世界觀中，由美國軍方研究出的國防電腦系統「天網」產生了自我意識，並決定叛變消滅人類，以機器人取代人類成為地球霸主，在天網引發全球核戰後，率領殘存人類起身反抗的即是約翰·康納。
在約翰·康納的領導下，天網的機器人大軍節節敗退，天網發現無法正面擊敗人類反抗軍後，便決定用剛研發完成的時光機器回到過去，派出殺手將尚未成長的約翰·康納給提前抹殺掉。天網首先派出了T-800型終結者回到1984年，意圖殺死尚未生下約翰的約翰母親莎拉·康納，而約翰發覺天網的意圖後，就將自己的親生父親，也是自己最好的戰友凱爾·瑞斯派去保護自己的母親莎拉。
凱爾最後成功完成了自己的使命，但他也死在終結者的手中，只留下懷孕的莎拉。莎拉相信了凱爾所言，知道自己的兒子將會是人類僅存的希望，於是她除了親身學習各種戰鬥技巧和生存本領，同時也努力的培養約翰各種為了對抗天網所必備的才能：如軍事知識、電子技能等等。

### 魔鬼終結者2
約翰十歲時，未來的天網再次派來了新的終結者T-1000要殺死約翰，而未來的約翰則重新編程了所俘獲的一具T-800，並將其改名為T-101，更將其派往過去保護年少的自己。在T-101的保護下，莎拉母子總算擺脫了T-1000的追殺，甚至利用了T-101的知識知道了天網製造者的訊息，並成功地摧毀了天網誕生的可能。

### 魔鬼終結者3
之後多年，在凱爾所說的審判日未到來後，莎拉放心地因病辭世，而長大成人的約翰則仍保持著過去的習慣居無定所的四處遊走，直到新的追殺者：T-X；以及保護者：一個T-850型終結者出現在他面前。約翰驚覺原來過去的作為只是拖延了審判日的到來，核戰仍然會爆發，自己還是逃不過成為人類反抗軍領袖的宿命……，而T-850型終結者也告訴他，是它在未來殺了他

### 魔鬼終結者：未來救贖
2018年，33岁的约翰·康纳已从一名普通士兵当上了前哨队队长。身经百战的约翰多次与终结者面对面交锋，均化险为夷。约翰在母亲所警告他的残酷未来里领导着人类艰难抵抗机器的屠杀，约翰的妻子凯特已怀有身孕，但仍然协助丈夫打点反抗军内的事务。约翰关于對天网的种种警告总是得不到统帅阶层的重视，他克服反抗军统帅阿斯顿将军的排挤，而在战场上总是身先士卒，出生入死，赢得了部下的敬重和爱戴，並逐渐在反抗军战友中获得了声望。胆识过人的他並把天网每开发出一个新型杀手，他总会想法将其捕获回反抗军营地进行研究还並通过研究捕获的终结者将其改写系统为己所用，并派遣这些机器侵入天网查探机密，因而被天网视作“终结者杀手”。就算没有了终结者的保护，战友成了约翰最忠实的伙伴。约翰和比自己年轻的父亲凯尔·里斯并肩作战，这便是时空穿梭带来的后果，但不管怎么说，父子总算相遇了....

### 魔鬼終結者：創世契機
當約翰·康納率領的人類反抗軍即將擊敗天網時，自知無法避免失敗的天網事先準備了一個內奸混進人類反抗軍，並趁人類反抗軍勝利時引誘他們出現在時光機器之前。熟知之後發展的約翰於是派出了自己的得力助手、實為自己生父的凱爾·瑞斯利用時光機前去1984年阻止天網派出的終結者。
但就在凱爾被送回過去的同時，內奸T-5000暴露出了真面目，身為天網化身的T-5000制伏了約翰，並殺死了其他反抗軍幹部，再利用天網秘密開發的奈米機器改造了約翰，使他成為了終結者T-3000。約翰轉變成了終結者使原有時間線就此被改變分歧，這徹底改寫了過去和未來。

### 魔鬼終結者：黑暗宿命
在魔鬼終結者：黑暗宿命時間線中，約翰·康納被天網事前傳送到在1993~1997年的T-800給終結